# Нортерн-Камбрія (Пенсільванія)
Нортерн-Камбрія (англ. Northern Cambria) — місто (англ. borough) в США, в окрузі Кембрія штату Пенсільванія. Населення — 3560 осіб (2020).

## Географія
Нортерн-Камбрія розташований за координатами 40°39′26″ пн. ш. 78°46′40″ зх. д. / 40.65722° пн. ш. 78.77778° зх. д. (40.657107, -78.777649).  За даними Бюро перепису населення США в 2010 році місто мало площу 7,73 км², з яких 7,73 км² — суходіл та 0,00 км² — водойми.

## Демографія
Згідно з переписом 2010 року, у селищі мешкало 3835 осіб у 1590 домогосподарствах у складі 1049 родин. Густота населення становила 496 осіб/км².  Було 1774 помешкання (230/км²).
Расовий склад населення:
| - 98,5 % — білих - 0,4 % — чорних або афроамериканців - 0,4 % — азіатів - 0,1 % — корінних американців |

До двох чи більше рас належало 0,4 %. Частка іспаномовних становила 0,4 % від усіх жителів.
За віковим діапазоном населення розподілялося таким чином: 23,2 % — особи молодші 18 років, 58,8 % — особи у віці 18—64 років, 18,0 % — особи у віці 65 років та старші. Медіана віку мешканця становила 41,4 року. На 100 осіб жіночої статі у селищі припадало 95,2 чоловіків;  на 100 жінок у віці від 18 років та старших — 90,2 чоловіків також старших 18 років.
Середній дохід на одне домашнє господарство  становив 53 831 долар США (медіана — 43 646), а середній дохід на одну сім'ю — 64 860 доларів (медіана — 57 880). За межею бідності перебувало 13,8 % осіб, у тому числі 24,2 % дітей у віці до 18 років та 6,2 % осіб у віці 65 років та старших.
Цивільне працевлаштоване населення становило 1581 особа. Основні галузі зайнятості: освіта, охорона здоров'я та соціальна допомога — 38,0 %, роздрібна торгівля — 14,9 %, транспорт — 8,5 %, виробництво — 8,3 %.